# 正中隆起
正中隆起（median eminence）亦稱正中隆突，簡稱中突，是脑部漏斗背侧与下丘脑相连部分的增厚隆起，为重要的室周器，並且是細胞因子等血攜免疫信息分子優先入腦位點及腦脊液經由第三腦室流入第四腦室的必經之路，故而是下丘腦—垂體—內分泌軸上傳下達的關鍵點。正中隆起位於第三腦室底壁上，介於下丘腦與垂體之間的位置，即介於視交叉與漏斗柄之間的位置。正中隆起是大腦七個沒有血腦屏障的區域之一，並且是具有可滲透性的毛細血管的室周器。它的主要功能是充當着釋放下丘腦激素的途徑，儘管它確實與相鄰的下丘腦弓狀核共享着血管周圍的空間，表明其潛在的感覺作用。

## 結構
正中隆起尾端為沒有微絨毛的區域，室管膜細胞的界限清楚，大部分細胞表面平坦且微絨毛稀少，部分細胞表面輕微隆起且有密集的微絨毛，少部分細胞表面及細胞之間有小的開口樣表現。正中隆起中部室管膜細胞表面膨隆，微絨毛密集，並且可見大小不一的碟狀凹陷及散落的球狀結構（直徑8～15μm），球狀結構表面可見呈網狀分布的串珠狀纖維結構。正中隆起頭端室管膜細胞大小約5～10μm，大部分細胞輕度膨隆，細胞表面有微絨毛結構，部分細胞周邊有稀少的纖毛結構，室管膜細胞表面可見大量散落球狀結構（直徑1～5μm），大部分球狀顆粒表面光滑及飽滿，部分有輕度皺縮，室管膜表面可見交織走形的纖維。

## 生理學
正中隆起是下丘腦的一部分，調節從該部位釋放的激素。它是連接下丘腦及垂體的垂體門系統中，不可以缺少的部分。神經葉（pars nervosa）與下丘腦通過腦垂腺柄的正中隆起進行連接。下丘腦的細小神經元終止於下丘腦的正中隆起。此外，正中隆起是門靜脈系統進入全身循環系統之前，下丘腦分泌物促生長激素聚集的地方。這些促生長激素包括促腎上腺皮質激素釋放因子、促性腺激素釋放激素、甲狀腺促素釋素、生長激素釋放激素和多巴胺。這些促生長激素刺激或抑制着腦下垂體前葉激素的釋放。有解剖學證據表明正中隆起與下丘腦弓狀核和腹側核之間存在著雙向通訊。